# أندريا باليتش
أندريا باليتش (بالكرواتية: Andrija Balić) هو لاعب كرة قدم كرواتي في مركز الوسط، ولد في 11 أغسطس 1997 في سبليت في كرواتيا. شارك مع منتخب كرواتيا تحت 17 سنة لكرة القدم ومنتخب كرواتيا تحت 18 سنة لكرة القدم ومنتخب كرواتيا تحت 19 سنة لكرة القدم ومنتخب كرواتيا تحت 21 سنة لكرة القدم. أما مع النوادي، فقد لعب مع نادي أودينيزي وهايدوك سبليت.

## وصلات خارجية
- أندريا باليتش على موقع الاتحاد الأوربي (الإنجليزية)
- أندريا باليتش على موقع اتحاد كرواتيا (الكرواتية)
- أندريا باليتش على موقع قاعدة بيانات كرة القدم.إي يو (الإنجليزية)
- أندريا باليتش على موقع Soccerway.com (الإنجليزية)
- أندريا باليتش على موقع عالم كرة القدم.نت (الإنجليزية)
- أندريا باليتش على موقع AS.com (الإسبانية)